# 挪威特种作战司令部
挪威特种作战司令部（挪威语：Forsvarets spesialstyrker，简称FS），是挪威武装部队的一个联合司令部，成立于2014年1月1日，总部位于奥斯陆阿克斯胡斯城堡，负责管理挪威武装部队的特种部队。现任司令是挪威陆军乔尔·艾德海姆少将。

## 单位
挪威特种作战司令部包含以下单位：
- 挪威特种作战突击队，挪威特种作战司令部的陆上组成部队，驻地位于内陆郡雷纳
- 挪威海军特种作战突击队，挪威特种作战司令部的海上组成部队，驻地位于韦斯特兰郡哈康斯文海军基地
- 第339特种作战航空中队，挪威特种作战司令部的空中组成部队，隶属于挪威皇家空军第134航空联队，挪威特种作战司令部对其拥有战术指挥权，驻地位于东福尔郡吕格航空站